# Prix Alec Head
Groupe 2
Le Prix Alec Head est une course de galop de groupe 2. Elle est ouverte aux pouliches de trois ans et se dispute sur la distance de 2 000 mètres,,,,,,,,,. Nommée Prix de la Nonette jusqu'en 2022, elle est rebaptisée en hommage à Alec Head (1924-2022).  

## Palmarès
| Année | Vainqueur          | Pays        | Père             | Jockey               | Entraîneur           | Propriétaire                  | Temps   |
| ----- | ------------------ | ----------- | ---------------- | -------------------- | -------------------- | ----------------------------- | ------- |
| 2024  | Friendly Soul      | Royaume-Uni | Kingman          | Kieran Shoemark      | John & Thady Gosden  | George Strawbridge            | 2'09"56 |
| 2023  | Jannah Rose        | France      | Frankel          | Christophe Soumillon | Carlos Laffon-Parias | Al Shiraa Farms               | 2'13"18 |
| 2022  | Trevaunance        | Irlande     | Muhaarar         | Tony Piccone         | Jessica Harrington   | Moyglare Stud                 | 2'08"16 |
| 2021  | Rumi               | France      | Frankel          | Gérald Mossé         | Carlos Laffon-Parias | Al Shira'aa Farms             | 2'10"12 |
| 2020  | Tawkeel            | France      | Teofilo          | Cristian Demuro      | Jean-Claude Rouget   | Hamdan Al Maktoum             | 2'10"10 |
| 2019  | Terebellum         | France      | Sea The Stars    | Mickael Barzalona    | John Gosden          | Haya de Jordanie              | 2'10"49 |
| 2018  | Castellar          | France      | American Post    | Olivier Peslier      | Carlos Laffon-Parias | Sarl Darpat France            | 2'07370 |
| 2017  | Sobetsu            | Royaume-Uni | Dubawi           | James Doyle          | Charlie Appleby      | Godolphin                     | 2'05"94 |
| 2016  | La Cressonnière    | France      | Le Havre         | Cristian Demuro      | Jean-Claude Rouget   | A. Caro / G. Augustin-Normand | 2'11"77 |
| 2015  | Jazzi Top          | France      | Danehill Dancer  | Frankie Dettori      | John Gosden          | Helena Springfield Ltd        | 2'12"04 |
| 2014  | Avenir Certain     | France      | Le Havre         | Gregory Benoist      | Jean-Claude Rouget   | A. Caro / G. Augustin-Normand | 2'11"18 |
| 2013  | Tasaday            | France      | Nayef            | Maxime Guyon         | André Fabre          | Godolphin                     | 2'09"90 |
| 2012  | Romantica          | France      | Galileo          | Maxime Guyon         | André Fabre          | Khalid Abdullah               | 2'06"20 |
| 2011  | Dream Peace        | France      | Dansili          | Gérald Mossé         | Robert Collet        | Haras d'Etreham               | 2'09"70 |
| 2010  | Lily of the Valley | France      | Galileo          | Christophe Soumillon | Jean-Claude Rouget   | Bernard Barsi                 | 2'11"80 |
| 2009  | Charity Belle      | Royaume-Uni | Empire Maker     | Frankie Dettori      | John Gosden          | Haya de Jordanie              | 2'07"30 |
| 2008  | Lady Marian        | Royaume-Uni | Nayef            | Dominique Bœuf       | Werner Baltromei     | R'stall Gestüt Hachtsee       | 2'06"70 |
| 2007  | Tashelka           | France      | Mujahid          | Stéphane Pasquier    | André Fabre          | Cheikh Mohammed               | 2'10"20 |
| 2006  | Germance           | France      | Silver Hawk      | Ioritz Mendizabal    | Jean-Claude Rouget   | Nelson Radwan                 | 2'11"20 |
| 2005  | Viane Rose         | France      | Sèvres Rose      | Ioritz Mendizabal    | Jean-Claude Rouget   | Antonio Caro                  | 2'11"90 |
| 2004  | Grey Lilas         | France      | Danehill         | Gary Stevens         | André Fabre          | Gestüt Ammerland              | 2'29"80 |
| 2003  | State of Art       | France      | Highest Honor    | Dominique Bœuf       | David Smaga          | Baron Thierry van Zuylen      | 2'09"20 |
| 2002  | Pearly Shells      | France      | Efisio           | Christophe Soumillon | François Rohaut      | 6C Racing Ltd                 | 2'09"30 |
| 2001  | Diamilina          | France      | Linamix          | Olivier Peslier      | André Fabre          | Jean-Luc Lagardère            | 2'10"60 |
| 2000  | Di Moi Oui         | France      | Warning          | Thierry Thulliez     | Pascal Bary          | Grundy Bloodstock Ltd         | 2'13"10 |
| 1999  | Star of Akkar      | France      | Distant Relative | Thierry Gillet       | Jean-Claude Rouget   | Marquise de Moratalla         | 2'13"70 |
| 1998  | Zainta             | France      | Kahyasi          | Gérald Mossé         | Alain de Royer-Dupré | S.A. Aga Khan                 | 2'10"50 |
| 1997  | Dust Dancer        | Royaume-Uni | Suave Dancer     | Pat Eddery           | John Dunlop          | Hesmonds Stud                 | 2'13"90 |
| 1996  | Luna Wells         | France      | Sadler's Wells   | Thierry Jarnet       | André Fabre          | Jean-Luc Lagardère            | 2'10"70 |
| 1995  | Matiara            | France      | Bering           | Freddy Head          | Criquette Head       | Écurie Aland                  | 2'11"30 |
| 1994  | Grafin             | France      | Miswaki          | Freddy Head          | François Boutin      | Cheikh Mohammed               | 2'14"90 |
| 1993  | Shemaka            | France      | Nishapour        | Gérald Mossé         | Alain de Royer-Dupré | S.A. Aga Khan                 | 2'06"80 |
| 1992  | River Nymph        | France      | Riverman         | Gérald Mossé         | Jean de Roualle      | Madame Charles Thieriot       | 2'18"70 |
| 1991  | Caerlina           | France      | Caerleon         | Éric Legrix          | Jean de Roualle      | Kaichi Nitta                  | 2'12"70 |
| 1990  | Colour Chart       | France      | Mr. Prospector   | Cash Asmussen        | André Fabre          | Cheikh Mohammed               | 2'06"80 |
| 1989  | Sierra Roberta     | France      | Don Roberto      | Cash Asmussen        | André Fabre          | Paul de Moussac               | 2'05"60 |
| 1988  | Animatrice         | France      | Alleged          | Gary W. Moore        | Criquette Head       | Jacques Wertheimer            | 2'09"50 |
| 1987  | Karmiska           | France      | Bikala           | Gérald Mossé         | François Boutin      | Jacques Wertheimer            | 2'10"90 |
| 1986  | Galunpe            | France      | He Loves Me      | Alfred Gibert        | Bernard Sécly        | J. M. Aubry-Dumand            | 2'15"90 |
| 1985  | Fitnah             | France      | Kris             | Freddy Head          | Criquette Head       | Miss H. Al Maktoum            | 2'06"20 |
| 1984  | Northern Trick     | France      | Northern Dancer  | Cash Asmussen        | François Boutin      | Stavros Niarchos              | 2'04"30 |
| 1983  | Sharaya            | France      | Youth            | Yves Saint-Martin    | Alain de Royer-Dupré | S.A. Aga Khan                 | 2'07"70 |
| 1982  | Grease             | France      | Filiberto        | Gary W. Moore        | François Boutin      | Josephine Abercrombie         |         |
| 1981  | Leandra            | France      | Luthier          | Alain Lequeux        | Pierre Pelat         | Baron Thierry van Zuylen      |         |
| 1980  | Detroit            | France      | Riverman         | Freddy Head          | Olivier Douieb       | Robert Sangster               | 2'06"00 |
| 1979  | Pitasia            | France      | Pitskelly        | Alfred Gibert        | Aage Paus            | Sir Douglas Clague            |         |